# Giuseppe Tartini
Giuseppe Tartini (8 d'abril de 1692 - 26 de febrer de 1770) va ser un compositor i violinista italià.

## Biografia

### Formació
Tartini va néixer a Pirano (actualment anomenada Piran, a Eslovènia), una ciutat a la península d'Ístria, en aquell temps de la República de Venècia. Era fill de Caterina Zangrandi (natural de Piran), i de Giovanni Antonio (natural de Florència), funcionari de la República de Venècia, que s'havia establert a Pirano el 1685. Pel que sembla els pares de Tartini volien que fos un sacerdot, i va estudiar primer a l'escola de l'Oratori de Sant Felip Neri i després, a Capodistria va completar els estudis al col·legi "Dei padri delle scuole"; entre altres matèries va estudiar música i violí.
No va voler fer-se franciscà i el 1708 va marxar a estudiar dret durant dos anys a la Universitat de Pàdua, on va destacar de manera brillant. Però demostrava més interès pel violí, que havia començat a estudiar als 12 anys, i per l'esgrima (nombrosos duels amb els seus companys d'estudi revelen en Tartini un caràcter intransigent i inquiet). En morir el seu pare el 1710 va poder abandonar la carrera eclesiàstica.
Volia continuar estudiant a París o Nàpols, però es va enamorar d'Elisabetta Premazore, una dona dos anys més gran que ell a la que donava lliçons, i que pertanyia a la família del bisbe de Pàdua, Giorgio Cornaro. Es casà en secret i aquest matrimoni va comportar la seva desgràcia; va haver de fugir cap a Roma, disfressat de pelegrí, tement les represàlies de la família d'ella.

### Un casament desafortunat
Deixa la seva dona a cura dels seus germans. La seva fuga va continuar per diversos llocs i va acabar quan va entrar en el convent dels caputxins a Assís mercès als bons oficis del pare guardià G. B. Torre, que també era fill de Piran d'Istria i així va poder escapar del processament. Els tres anys passats en la petita ciutat d'Umbria, i on va dedicar-se entre altres coses, a tornar a tocar el violí i a rebre lliçons d'aquest instrument de l'obscur Guido da Terni, i de Bohuslav Matěj Černohorský a Itàlia anomenat Pare Boemo, cèlebre organista d'aquest convent, i així complementà la seva formació musical, sent, a més, mestre de capella del convent de Sant Francesc. En aquells anys tocà en l'orquestra de teatre de l'Òpera d'Ancona (1714) i va descobrir el tercer so. Probablement fou també llavors que perfeccionà la seva tècnica amb Gasparo Visconti a Cremona (segons alguns autors, Visconti tocà per a ell algunes obres de Veracini, i per això el 1716, en el Palazzo Pisani-Mocenigo de Venècia, declinà la invitació que li feren per competir amb aquest compositor.

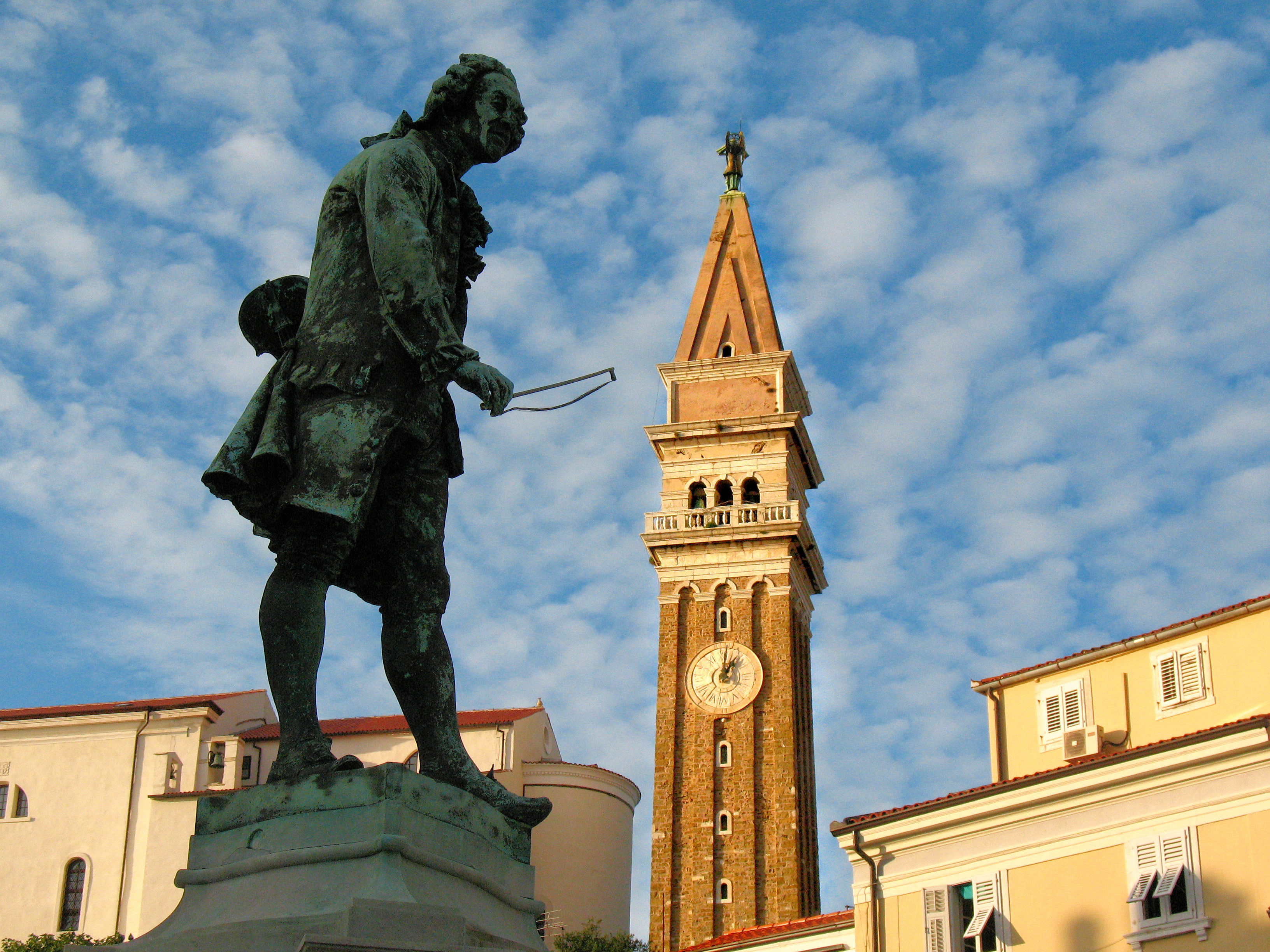
Estàtua de Giuseppe Tartini a Piran

Un dia de l'any 1716 que tocava el violí en el cor de l'església, un cop de vent s'endugué les cortines que els resguardaven i va ser reconegut. Quan Tartini es veia perdut la sorpresa la va tenir quan va saber que el bisbe l'havia perdonat i volia que tornés al costat de la seva dona a Pàdua. També aquest any, en una festa en honor del príncep elector de Saxònia en el Palazzo Pisani-Mocenigo de Venècia, sentí tocar a Veracini, el qual era dos anys més gran que ell, i restà tan impressionat que es dedicà a perfeccionar la tècnica del violí. De retorn a Pàdua va ser sol·licitat perquè formés part d'una acadèmia que volia crear el rei de Polònia. Sembla que en escoltar el famós violinista Veracini i impressionat per la seva tècnica innovadora va deixar la seva esposa a Pirano, amb el seu germà, i es retirà a Ancona a aprofundir en l'estudi del violí.
A partir del 1714 ja havia creat una nova manera de tocar, especialment el que es coneixeria com el "to de Tartini" potenciant la ressonància de la tercera nota de l'acord tot fent sentir les altres dues notes. Però ara els progressos perseguits no es feren esperar i el 1717/18 era primer violí en l'orquestra de Fano. Més tard l'interès que despertà en Gerolamo Gustiniani, pare del seu alumne Gerolamo Ascanio al que dedicà les Dotze sonates op. 1, li obrí les portes de l'orquestra de la Basílica del Sant de Pàdua (16 d'abril de 1721), d'on en fou <primer violí i director de concert>, càrrec que li fou conferit sense haver de passar cap examen, només per la seva fama (per ser sonator singolare), amb un sou de 150 florins anuals. A partir de llavors, l'habilitat de Tartini va millorar enormement i el 1721 va ser designat a director de l'orquestra de Sant Antoni de Pàdua, una de les millors d'Itàlia, formada per uns quaranta músics. Abandonà el seu anterior modus de vida errant, i amb l'única excepció d'algunes gires per Itàlia (Parma, 1728; Bolonya, 1730, Camerino, 1735; Ferrara, 1739; potser Roma el 1737; Verona i Venècia) i d'un parèntesi a Praga (1723/26), Tartini va romandre a Pàdua pràcticament fins a la seva mort, declinant nombroses invitacions rebudes per anar a l'estranger. Un parèntesi i una excepció foren els tres anys passats a Praga (sembla que per fugir d'un judici per paternitat adúltera, acusat per una hostalera veneciana); marxà allà amb el violoncel·lista Vandini, en ocasió de la coronació de Carles VI de Bohèmia, i es quedà al servei del comte Kinsky, canceller bohemi i mecenes, que l'havia convidat. En aquesta ciutat l'escoltà tocar Quantz, que, malgrat no poder apreciar a fons el seu art, va saber exaltar la seva prodigiosa tècnica (sobretot les cordes dobles i el registre agut). Sembla que també va tocar sota la direcció de Caldara i que conegué el contrapuntista Fux (que havia compost per la cerimònia de coronació l'òpera Costanza e Fortezza) i el llaütista Weiss.

## Funda una escola de violí
El 1726, Tartini va iniciar una escola de violí que al llarg dels seus més de quaranta anys d'activitat, va atreure estudiants des de tot Europa, entre els quals hi havia els italians Domenico Dall'Oglio de Pàdua, Giuseppe Antonio Paganelli, Angelo Morigi, Domenico Ferrari, Pasquale Bini de Pesaro i Filippo Manfredi que després esdevindrien uns grans violinistes, el francesos Pierre Lahoussaye, Joseph Touchemoulin i André-Noël Pagin. els alemanys Johann Gottlieb Naumann, Friedrich Wilhelm Rust, el dàlmata Michele Stratico; Giulio Meneghini, de Pàdua, (que el succeí més tard en la Basílica del Sant); Paolo Alberghi, de Faenza; i Pasqualino, Carminati, Lombardini, Ferrari, Cappuzi, Graun, Holzobogen, i Pietro Nardini.

Tartini amplià els seus contactes i entaulà relacions d'amistat amb il·lustres contemporanis seus, com el molt cèlebre Pare Martini (Giovanni Battista Martini), el pare Vallotti (que a partir de 1730, mestre de capella de la Basílica del Sant), el professor d'astronomia i erudit paduà, Gian Rinaldo Carli, el pare Stellini, l'abat Vincenzo Rota (que va deixar l'únic retrat que es coneix avui dia). El marquès A. Gabrielli, el comte i científic Giordano Riccati i el polígraf Francesco Algaroti (que el presentà a Frederic el Gran, al que Tartini li dedicà un concert per a flauta), el matemàtic Euler i el filòsof D'Alembert. El 1732 va anar a Praga amb motiu de la Coronació de l'emperador Carles VI. Estigué tres anys amb el seu amic Antonio Vandini, violoncel·lista, al servei del comte Kinsky. Després retornà a Pàdua. Gradualment, Tartini es va anar interessant per la teoria de la música, l'harmonia i l'acústica, i des de 1750 fins al final de la seva vida, va publicar diversos tractats. Es jubilà, amb dret a seguir cobrant el seu sou complet, el 1756, quan la seva fama s'havia estès arreu d'Europa. No obstant tenir la vida resolta, Tartini fins a una edat molt avançada no abandona l'ensenyança, fonamental per deixar un llegat estilístic i tècnic. El 1768 morí la seva esposa; poc temps després sofrí un atac de paràlisi que l'immobilitzà fins al dia de la seva mort, en gangrenar-se-li les cames. La frase més rotunda sobre ell l'expressà Charles Burney, en definir-lo com:
| « | No tan sols l'ornament més insigne de la ciutat, sinó també un filòsof, un sant i un savi. | » |

## La figura i Obra
La figura i obra de Tartini plantegen molts problemes, alguns d'ells encara sense resoldre avui. La seva pròpia vida, que recorda a la de Sant Agustí en les seves dues frases contraposades d'inquietud juvenil i de vellesa mística, és un enigma si es compara amb la dels principals músics del segle xviii. Més problemes encara planteja, malgrat tot, la cronologia de les seves obres, ja que moltes d'elles no s'han imprès encara (es conserven escrits teòrics i documents familiars en la Biblioteca Cívica de Piran, hi ha molts manuscrits musicals en l'Arxiu Musical de la Basílica de Sant Antoni de Pàdua, altres es troben fora d'Itàlia, hi ha copies manuscrites en fons musicals famosos, com Venècia i Nàpols). Totes les obres publicades en vida de l'autor pertanyen al període 1728/50 (encara que la seva primera composició data del 1724).
La producció instrumental, que constitueix quasi tota la seva obra, inclou nombrosos concerts, sonates per a tres violins, per a dos violins i per a violí sol (amb o sens baix continu). Les sonates, particularment, són una constant en totes les fases de la seva evolució com a compositor. A pesar del prestigiós catàleg confeccionat pel nord-americà Paul Brainard agrupant les obres per tonalitats (el mateix que va fer Minos Dounias amb els concerts), tret de les obres publicades en vida de l'autor, les altres no es poden datar amb seguretat; malgrat tot, en les línies de desenvolupament que s'indiquen més endavant, cal apreciar una espècie de prioritat temporal d'uns grups per sobre d'altres.
Les seves obres de data segura són les col·leccions de les Dotze sonates op. 1. compostes a partir del 1731 i publicades per Le Cène d'Amsterdam (1734), amb una dedicatòria a G. A. Gustiniani (traductor de Salms per a Marcello), i de les Dotze sonates op. 2, editades per Cleton (Roma, 1745). Són les úniques obres publicades en vida i amb l'aprovació de l'autor. Estilísticament, lop. 1 mostra un doble aspecte: les sis primeres sonates prefereixen la tripartició lento-allegro-fugato-vivace, mentre que les altres sis (entre les quals destaca la celebèrrima Didone abbandonatta) abandonen l'experimentació contrapuntística en favor d'una major carrega expressiva. En la op.2 aquesta experimentació, començada deu anys enrere en lop. 1 s'accentua. Tartini evoluciona vers una simplicitat melòdica i formal extraordinàries, recorrent a voltes a temes populars. Moltes sonates resten acompanyades per enigmàtics criptogrames (fragments poètics, frases al·lusives) que Dounias ha desxifrat, explicant que unes vegades es refereixen al contingut expressiu de la música (per això recorre sovint als llibrets melodramàtics de Metàstasi, com per evocar el afecte desitjat) i altres a la idea melòdica en si (com si la música tingués de cantar-se sobre aquest text).
Per altra banda, s'ha de parlar de la famosa sonata en sol menor El tri de el diable, publicada després de la mort de l'autor (l'autògraf s'ha perdut). La gènesi de l'obra, que segons alguns es començà a compondre a Assís el 1713, la narrà el mateix autor a l'astrònom J. J. Lalanda, de visita a Pàdua el 1766. L'aparició diabòlica, que provoca en la imaginació de l'autor els vertiginosos repicons que acompanyen als sons reflectits (tercer temps), s'ha d'entendre, potser com un símbol, com una advertència, com un consell: s'ha de canviar de vida, com si el violí, animant-se per sis sol quasi diabòlicament, vingués en la seva ajuda per allunyar-lo de la seva desenfrenada vida juvenil. Però l'escriptura instrumental de la sonata sembla contradir, donada la maduresa i la destresa competitiva, la data indicada, potser amb finalitats demostratives, pel mateix compositor, i semblaria més plausible una datació posterior (al voltant de 1730). Summa de l'experiència compositiva i una demostració més de la importància concedida per Tartini a la tècnica dels instruments de corda són Variacions per a violí i baix (1746), i L'art de l'arc (38 publicades a París el 1758, 50 a Nàpols per Marescalchi el 1782, altres 50 a París per J. B. Cartier el 1798), sobre la Gavota en fa major op. nº 10 de Corelli. L'experiència tècnica adquirida (staccati, legati, salts, arpegis) i les possibilitats d'unió entre el virtuosisme transcendental i la riquesa creativa troben en aquesta obra mestra, bàsica per l'escola de violí, una confirmació indiscutible.
Per altra part, i al igual que amb d'altres compositors-virtuosos, no es pot separar en Tartini l'intèrpret del creador, en estar l'activitat compositiva estretament lligada a les conquistes estilístiques i tècniques de l'intèrpret. De Tartini com a violinista, tècnica que començà a estudiar als dotze anys, tenim, a banda dels testimoni dels seus alumnes (només cal veure l'elogi de Nardini a Burney o la afirmació de Lahoussaye, per qui <cap paraula pot expressar la meravella i la sorpresa que provocaren en mi la puresa del seu so, la màgia de la tècnica i l'absoluta perfecció del seu art>), la seva pròpia escriptura instrumental, plena de trinats i esquivaments, amb una facilitat per a ser cantada tant gran que resulta quasi preromàntica, i rica en cops d'arc, pr assolir una major expressivitat. Tartini es va servir de la <scordatura>, ja utilitzada per Biagio Marini, com s'adverteix en la Sonata pastoral (1743) de l'op.1. Però no es limità a introduir innovacions tècniques en les seves sonates i concerts (com l'allargament o endret ament de la vara de l'arc, potser suggerits per la seva esposa), ni a seguir el passos indelebles de Corelli, el qual interès quasi obsessiu per la forma pogué influir en les seves primeres obres, sinó que inicià un camí tant solitari com personal, sense pretensions d'innovació formal, partint d'un virtuosisme instrumental per a experimentar, cada volta a més èxit, l'essència de la expressivitat, d'acord amb els seus gustos <naturalistes>.

## Peces inèdites
En l'actualitat continuen inèdites moltes de les seves sonates (l'Acadèmia Tartini de Pàdua, dirigida per Claudio Scimone, a finals del 1978 va promoure una labor de redescobriment de l'obra d'aquest compositor, pel que resulta difícil fer-se una idea completa de l'obra de Tartini. Se li atribueixen quatre Sonates a 4 (per a dos violins, viola i violoncel) que anuncien la simfonia preclàssica i el quartet de corda, i prenen com a exemple a Vivaldi (simfonies i concerts amb <ripieno>) i a Scarlatti; unes 50 sonates per a tres violins i diverses Sonates breus per a violí sol (amb baix continu ad libitum). En aquestes últimes, la prolongació de la potencia expressiva de l'instrument li permet prescindir de l'acompanyament del baix, convertint-lo en àrbitre de si mateix. Un camí anàleg, del virtuosisme al gust de l'expressivitat, a la capacitat d'improvisació i a la variació ornamental, s'aprecia en els concerts. La lògica formal continua sent la de Vivaldi(allegro-adagio-allegro), i en els allegros l'esquema seguit és el de contraposar els <tutti> i els <soli>. Cronològicament, Dounias distingeix tres períodes estilístics; abans de 1735, entre 1735 i 1750, i després de 1750.
Una evolució semblant s'aprecia en quasi 130 concerts per a violoncel (preferentment per a orquestra formada només per instruments de corda). La influència de Corelli (Concerti grossi op. 6 i la Sonata op. 5) actua, segons Brainard, tant sobre la forma com sobre la tècnica instrumental, però els dos plans, evidents en la separació de l'absolutisme virtuosístic entre els <soli> i els <tutti>, es contraposen al principal per acabar integrant-se. La dinàmica dels allegros (<soli>-<tutti>, exaltada per Vivaldi, es remunta cada vegada més a Corelli, al igual que el contrapunt, tant utilitzat per Tartini en la seva primera època, o la funció, de mera connexió, del Lento central; però la essència melòdica dels temes és, des del principi, decididament personal. Inclus cal dir que una de les innovacions més evidents que introduí fou l'evolució lenta, l'ampliació i la caracterització climàtica del tempo central (el que resulta vàlid tant per als concerts com per les sonates). Resulten menys profunds i despreocupadament brillants els dos Concerts per a flauta D 50 en re major i D 105 en sol major, compost entre 1735 i 1745 (l'abat Francesco Fanzago, el primer biògraf de Tartini, no aclaria quin de els dos fou dedicat a Frederic el Gran) i tots dos per a violoncel en re major i la major, dedicats a Vandini, el seu company a Pàdua.
Com en les seves sonates, en els concerts també hom pot distingir, a pesar de les ja mencionades dificultats de datació, dues <fases>; la primera es caracteritza per un alleujament virtuosístic barroc (els fragments per a violí sol) i pel culte a Corelli manifestat en la simetria de les contraposicions entre solista i orquestra; la segona es distingeix per la recerca d'una major interioritat i expressivitat, per aconseguir <una forma clàssica i un estil sever> (Tebaldini). Són, per altra banda, les dues facetes, abans examinades, de la personalitat de Tartini. A diferència d'altres contemporanis seus, la ensenyança i la seva tasca com a teoritzador no foren un simple corol·lari de la seva activitat de compositor. Precisament a través d'algunes de les seves investigacions, més ben dit, a través de la importància que tartini donà a alguns resultats de les seves investigacions, la seva obra rep una justificació historico-critica més clara.

## El tercer so
L'element fonamental del seu pensament teòric (<<principal fonament físic del sistema>>) és el descobriment de l'anomenat <<tercer so>> aquell que, en fer vibrar a diferents altures dues cordes de violí, es produeix per un nombre de vibracions igual a la diferència de les que formen aquells dos sons originals. Per a Tartin, aquest descobriment fou una autentica revelació divina, que l'impulsà a continuar els estudis teòrics que havia començat, impulsat pel pare F. Callegari (professor de la Basilica del Sant entre 1703/27, i defensor d'una teoria sobre la inversió dels acords semblant ala de Rameau), i ha reconsiderar radicalment el problema harmònic. Segons la consideració del Timeu de Plató, l'harmonia és la base de l'univers (en aquest sentit, cal no oblidar, que en aquella època hi havia a Pàdua una escola neoplatònica) i la imitació de la naturalesa és el fonament de l'art. Sense profunditzar més en la interpretació platònica (que provocà una obra inacabada, La ciència platònic basada en el cercle), convé examinar les implicacions que per a Tartini tenia l'acte de compondre. Abans de tot, afirmava la prioritat de la melodia sobre l'harmonia i la reducció d'aquesta fins a assolir una desconcertant simplicitat; en segon lloc, es preocupava per a variar la melodia sense alterar cerebralment la seva expressivitat (d'aquí la necessitat dels ornaments codificats en el Traité des agrémens apunts de les lliçons de Tartini presos per un alumne per la seva publicació).
Per altra banda, la naturalesa (i per tant, també la música) està regulada per principis que tradueixen formules matemàtiques, les quals s'han de posar al servei de l'expressió artística i no reduir la seva capacitat de comunicació. D'aquesta <<imitació de la naturalesa>> (carta a Algarotti, datada el 20 de desembre de 1749) deriva també el reconeixement de la veu com l'instrument natural per excel·lència (d'on procedeix l'aplicació de la teoria melodramàtica dels afectes a la música instrumental, com testifiquen diversos criptogrames de Tartini, i la importància dels ornaments tant per als cantants com per als instrumentistes). per això al compondre, Tartini demostra poca simpatia per la modulació, preferint les zones tonals afins, com en la música popular, els temes dels quals no menysprea; també prefereix l'escriptura diatònica a la cromàtica, per considerar-la més natural i menys artificiosa. Per la mateixa raó criticava a Vivaldi (segons informa De Brosses en el seu escrit de l'any 1739), perquè <<la gola no és el mànec d'un violí>>. No s'ha de tractar de la mateixa forma la veu i l'instrument (adequant aquella als infinits recursos d'aquest), sinó que s'ha de tornar a descobrir en l'instrument (en aquest cas el violí) les seves possibilitats vocals, ja que imitant la veu humana es podrà arribar al <<natural>> en el camp musical. Era l'únic camí (i el més lògic, dades les premisses estètiques) per a un músic que s'havia tancat a les possibilitats del teatre, centrant-se, com tants predecessors o contemporanis famosos (Corelli, Frescobaldi), en la música instrumental.

## Obra escrita
En el que es refereix a les seves obres escrites, el pensament de Tartini apareix en els tractats i en les enceses polèmiques amb que defensava les seves tesis. les seves obres més importants són el Tractat de música segons la verdadera ciència de l'harmonia (publicat a Pàdua el 1754, després del refús de Frederic el Gran), sobre les teories de l'origen de l'harmonia i la relació entre música i geometria; i la Dissertació sobre els principis de l'harmonia musical del gènere diatònic (Pàdua, 1757). L'activitat de Tartini es desenvolupà entre continues polèmiques i refutacions. Les primeres discussions començaren amb mossèn Valloti (nou mestre de capella de la Basílica del Sant) i amb G. G. Saratelli, a partir de 1730. però les seves polèmiques més importants es degueren a la defensa del seu Tractat de música contra les critiques del pare Martini i del matemàtic C. Balbi, que l'acusava d'hermetisme, contra J. A. Le Serre, contra Rousseau, que l'acusava d'haver plagiat les seves idees, contra l'alemany Georg Andreas Sorge i el francès Romiey, que negaven que Tartini fos el descobridor del <tercer so>. En aquest context cal situar la Carta a la senyora Maddalena Laura Sirmen, publicada en l'Europa letteraria el 1770, el ja citat Traité des agrémens (París, 1771) i les Lliçons practiques, escrites el 1740 i mai publicades (la fama assolida per aquesta obra ens la demostra les nombroses cites introduïdes per Leopold Mozart el 1787 en el seu Gründliche Violinschule).

## Punt de vista didàctic
Des d'un punt de vista estrictament didàctic (i, sobre tot, en el referent al violí) l'escola de Tartini es considera com un perfeccionament de la de Geminiani. Les seves conquistes tècniques (allargament de l'arc, cordes més gruixudes i arcs més lleugers) encara segueixen sent fonamentals per a la construcció d'un violí. Estilísticament, Tartini se situa entre el Barroc i el neoclassicisme, encara que alguns han arribat a dir que fou un precursor del romanticisme; mol influït per la seva primera època per Corelli, al igual que Geminiani, Haendel o Locatelli, arribà a tenir una capacitat comunicativa inigualable.
El seu conciutadà Luigi Dallapiccola li rendí un homenatge musical en els seus dos Tartiniane (1951 i 1956), divertiments per a violí i orquestra basats en temes del propi Tartini. Però el millor homenatge que se li pot fer és divulgar la seva obra. En tal sentit, des de finals del segle xx l'Acadèmia Tartiniana de Pàdua va començar a publicar l'edició critica de les seves obres completes. Això va propiciar que avui es pugui més de prop aquest compositor <pont> entre el barroc i l'estil galant, i conèixer obres que, pel poc que sobre elles se sap, no deurien desil·lusionar els més fervents admiradors del barroc instrumental italià.
L'escriptor Marco Anzoletti va escriure una àmplia biografia de Tartini.